# Louis-Armand Chardin
Louis-Armand Chardin (Fécamp, el 1755 - París, 1 d'octubre de 1793), conegut com a "Chardiny", fou un cantant (baríton) i compositor francès.
Debutà en l'Òpera el 1780 amb molt d'èxit, continuant en aquell teatre fins a la seva mort. Estrenà les parts de Teseo, en Oedipe à Colone; de Xerxes, en el Thémistocle, dAteneo, en el Tavare; de Demofonte, en el Démophon, i altres moltes. El 1787 estrenà la seva primera obra original com a compositor en la Comèdia italiana, amb el títol de L'anneau perdu et retrouvë, al que seguiren una sèrie d'obres del mateix gènere que entregà al director del teatre de Beaujolais, entre elles: La ruse d'amour, Annette et Basile, Le pouvoir de la nature, Clitandre et Cephire, Le clavecin i altres.
En el Théâtre français comique et lyrique estrenà l'òpera L'amant sculpteur i va compondre la música de les romances Estelle i la de la Galathée, de Florian, que li donaren gran fama i popularitat, i els nous recitats del Roi Theodore à Venise, quan s'estrenà a París la notable partitura de Paricello en l'Òpera el 1787. Al inaugurar-se el Vaudeville el 1792, se li confià la composició o arranjament de totes les obres que si representaren en aquell teatre, el que no l'impedí continuar cantant en l'Òpera fins a la seva mort.